# Half-Life 2: Deathmatch
Half-Life 2: Deathmatch er et firstperson skydespil, der er udviklet af Valve Corporation i 2004. Spillet går ud på at skyde hinanden ned på en brugerbestemt tidsperiode. Den spiller der har flest drab, vinder. Man kan både spille hold mod hold og alle mod alle. Våbnene man bruger i spillet, er magen til dem, man bruger i Half-Life 2.
| computerspil | Spire Denne computerspilsrelaterede artikel er en spire som bør udbygges. Du er velkommen til at hjælpe Wikipedia ved at udvide den. |